# Jody Nouwen
Jody Nouwen (connue aussi de son nom de célibataire  Jody Black) (née en 1974), est une ancienne joueuse de ringuette américaine évoluant au poste de défenseur. Elle a joué  pour le Wam! d'Edmonton et pour le RATH de Calgary dans la Ligue Nationale de Ringuette. Elle a été membre de l'équipe nationale de ringuette des États-Unis.

## Carrière
Nouwen commence à jouer de la ringuette à l'âge de 11 ans au Minnesota. Elle joue en amateur dans plusieurs clubs américains.
Au niveau élite, elle joue dans la Ligue Nationale de Ringuette au canada et dans la ligue professionnelle de ringuette en Finlande. Elle est membre de l'équipe nationale américaine à deux championnats du monde (2000 et 2010) et aide l'équipe de son pays à remporter le bronze à ses 2 Championnats du monde,.
À 36 ans elle est la plus vieille joueuse lors des Championnats Mondiaux de 2010. Elle se retire de la compétition peu après ce tournoi international.
Possédant une licence d'instructeur niveau 2 NCCP, elle est entraîneur de ringuette pour les niveaux Junior et Cadette AA. De plus elle est Rédactrice en chef de Ringette Review et organisatrice-directrice de l'événement sportif annuel Go Girl à Calgary.

## Statistiques

### En équipe nationale
| Année | Évènement                         |   | PJ | B | A | Pts | +/- | Pun                |  | Résultat |
| 2000  | Championnat du monde de ringuette |   |    |   |   |     |     | Médaille de bronze |  |          |
| 2010  | Championnat du monde de Ringuette | 5 | 0  | 5 | 5 | -   | 2   | Médaille de bronze |  |          |

## Palmarès
- 6 titres de championnats nationaux dont 2 au Canada avec le WAM! d'Edmonton
- Médaille de bronze  aux Championnats Mondiaux de 2000
- Médaille de bronze  aux championnats Mondiaux de 2010

## Honneurs individuels
- Élue Defensive All Star All Times de USA Ringuette

## Vie personnelle
Diplômée en Éducation physique de l'Université de Calgary, elle travaille comme intervenante au Centre Leisure Village Place. Mariée et maman de 2 enfants.